# Liste der Länder mit nur einer Landgrenze
Unter Staaten mit nur einer Landgrenze versteht man souveräne Staaten, die nur an genau einen anderen souveränen Staat grenzen. Hierzu zählen die eingeschlossenen Staaten San Marino, Vatikanstadt und Lesotho sowie 13 weitere Staaten.

## Liste der Staaten mit nur einer Landgrenze
| Staat                   | Einzige Grenze zu       |
| ----------------------- | ----------------------- |
| Brunei                  | Malaysia                |
| Dominikanische Republik | Haiti                   |
| Gambia                  | Senegal                 |
| Haiti                   | Dominikanische Republik |
| Irland                  | Vereinigtes Königreich  |
| Katar                   | Saudi-Arabien           |
| Lesotho                 | Südafrika               |
| Monaco                  | Frankreich              |
| Osttimor                | Indonesien              |
| Papua-Neuguinea         | Indonesien              |
| Portugal                | Spanien                 |
| San Marino              | Italien                 |
| Südkorea                | Nordkorea               |
| Vatikanstadt            | Italien                 |
| Vereinigtes Königreich  | Irland                  |

## Sonderfälle
Das Vereinigte Königreich hat durch sein Überseegebiet Gibraltar eine Grenze zu Spanien und durch sein Überseegebiet Akrotiri und Dekelia eine Grenze zu Zypern sowie im Eurotunnel eine Grenze zu Frankreich.
Das Königreich Dänemark hat durch Grönland eine Grenze zu Kanada. Diese ist mit 3882 Kilometern Länge fast ausschließlich eine Seegrenze. Seit dem 14. Juni 2022 verläuft diese durch eine Grenzvereinbarung aber auf ca. 1,2 Kilometern über die Hans-Insel.

### Grenzübergänge auf Brücken
- Dänemark hat neben seiner Grenze zu Deutschland eine extrem kurze Grenze zu Schweden auf der Öresundbrücke.
- Der Inselstaat Singapur hat zwei extrem kurze Grenzen zu Malaysia an der Tuas-Second-Link-Brücke sowie am Damm Johor Causeway.
- Der Inselstaat Bahrain hat auf der künstlichen Insel Passport Island in der Mitte des King Fahd Causeway eine Grenze zu Saudi-Arabien. Durch die geplante Qatar-Bahrain-Friendship-Bridge entstünde eine zweite künstliche Grenze zu Katar.

### Nicht beidseitig anerkannte Grenzen
- Der Inselstaat Kuba besitzt de facto eine Grenze zur US-amerikanischen Militärbasis Guantanamo aufgrund eines zeitlich befristeten Vertrages.
- Der Inselstaat Republik Zypern besitzt de facto eine indirekte Grenze zur Türkischen Republik Nordzypern, die international nur von der Türkei anerkannt wird. Die beiden werden durch die UN-Pufferzone voneinander getrennt.

## Staaten mit nur einer Landgrenze auf regionaler Ebene

### Amerika
Kanada: Die Provinz Nova Scotia (Neuschottland) grenzt landseitig nur an New Brunswick (Neubraunschweig). Die Provinz Neufundland und Labrador grenzt landseitig nur an Quebec.

### Asien
Indonesien: Die Provinz Papua Barat Daya grenzt landseitig nur an die Provinz Papua Barat. Beide Provinzen befinden sich auf dem westlichen Teil der Insel Neuguinea (Westneuguinea).

### Europa
Deutschland: Bremen besitzt nur eine Landgrenze zu Niedersachsen. Berlin ist eine Enklave in Brandenburg.
Österreich: Wien ist eine Enklave in Niederösterreich.
Vereinigtes Königreich: Schottland und Wales haben nur jeweils eine Landgrenze zu England, Nordirland nur eine Landgrenze zur Republik Irland.

### Ozeanien
Australien: Das Australian Capital Territory ist eine Enklave in New South Wales. Die Exklave Jervis Bay Territory – die zum Australian Capital Territory gehört – besitzt ebenfalls nur eine Landgrenze zu New South Wales.

## Staaten, die historisch nur eine Landgrenze besaßen
Korea besaß bis 1860 nur eine Landgrenze mit China, bis durch die Pekinger Konvention eine zweite Grenze mit Russland (bzw. später der Sowjetunion) geschaffen wurde und Korea sich im Koreakrieg in Nord- und Südkorea teilte.
Das Dominion Neufundland besaß bis zum Anschluss an Kanada 1949 nur eine Landgrenze mit demselben.
Kanada besaß bis 2022 nur eine Landgrenze mit den Vereinigten Staaten. Seither besteht auf der Hans-Insel auch eine etwa 1,2 km lange Landgrenze zu Grönland, das zum Königreich Dänemark gehört.
Der Fürstenstaat Hyderabad war eine Enklave in Indien.
Schweden-Norwegen besaß bis zur Spaltung in Schweden und Norwegen 1905 nur eine Landgrenze zum Russischen Reich.
Griechenland besaß bis 1912 nur eine Landgrenze zum Osmanischen Reich.
Die Ciskei – ein südafrikanisches Homeland – besaß bis zur Auflösung 1994 nur eine Landgrenze zu Südafrika. Im Gegensatz zu Venda – eine ehemalige Enklave in der Republik Südafrika – besaß die Ciskei jedoch eine Küste am Indischen Ozean.